# Giwi Gumbaridze
Giwi Grigorjewicz Gumbaridze (gruz. გივი გუმბარიძე, ros. Ги́ви Григо́рьевич Гумбари́дзе, ur. 22 marca 1945 w Tbilisi) – radziecki i gruziński polityk, I sekretarz KC Komunistycznej Partii Gruzji (1989-1990).

## Życiorys
W 1966 ukończył Tbiliski Uniwersytet Państwowy, potem pracował w Wydziale Archiwów Rady Ministrów Gruzińskiej SRR i aparacie Prezydium Rady Najwyższej Gruzińskiej SRR. Od 1972 należał do KPZR, 1977-1985 pracował w aparacie KC KPG, 1985-1988 kierował kolejno kilkoma wydziałami KC KPG. W 1988 I sekretarz Komitetu Miejskiego KPG w Tbilisi, 1988-1989 przewodniczący Komitetu Bezpieczeństwa Państwowego Gruzińskiej SRR, od kwietnia 1989 do grudnia 1990 I sekretarz KC KPG i od listopada 1989 do listopada 1990 przewodniczący Prezydium Rady Najwyższej Gruzińskiej SRR, 1989-1991 deputowany ludowy ZSRR. Od 14 lipca 1990 do 31 stycznia 1991 członek Biura Politycznego KC KPZR, jednocześnie członek KC KPZR. Odznaczony Orderem „Znak Honoru”.